# ميكاليس بكاكيس
ميكاليس بكاكيس (باليونانية: Μιχάλης Μπακάκης) هو لاعب كرة قدم يوناني في مركز الظهير الأيمن ولد في يوم 18 مارس 1991 في مدينة أغرينيو في اليونان، يلعب حالياً مع نادي أيك أثينا وسبق له اللعب مع نادي بانيتوليكوس ونادي كانيا، في سنة 2014 بدأ باللعب مع منتخب اليونان لكرة القدم ويبلغ طوله 182 سم.

## روابط خارجية
- ميكاليس بكاكيس على موقع الاتحاد الدولي (مؤرشف)  (الإنجليزية)
- ميكاليس بكاكيس على موقع الاتحاد الأوربي (الإنجليزية)
- ميكاليس بكاكيس على موقع إي إس بي إن إف سي (الإنجليزية)
- ميكاليس بكاكيس على موقع قاعدة بيانات كرة القدم.إي يو (الإنجليزية)
- ميكاليس بكاكيس على موقع ناشيونال فوتبول تيمز (الإنجليزية)
- ميكاليس بكاكيس على موقع Soccerbase.com (لاعب) (الإنجليزية)
- ميكاليس بكاكيس على موقع Soccerway.com (الإنجليزية)